# Guro Angell Gimse

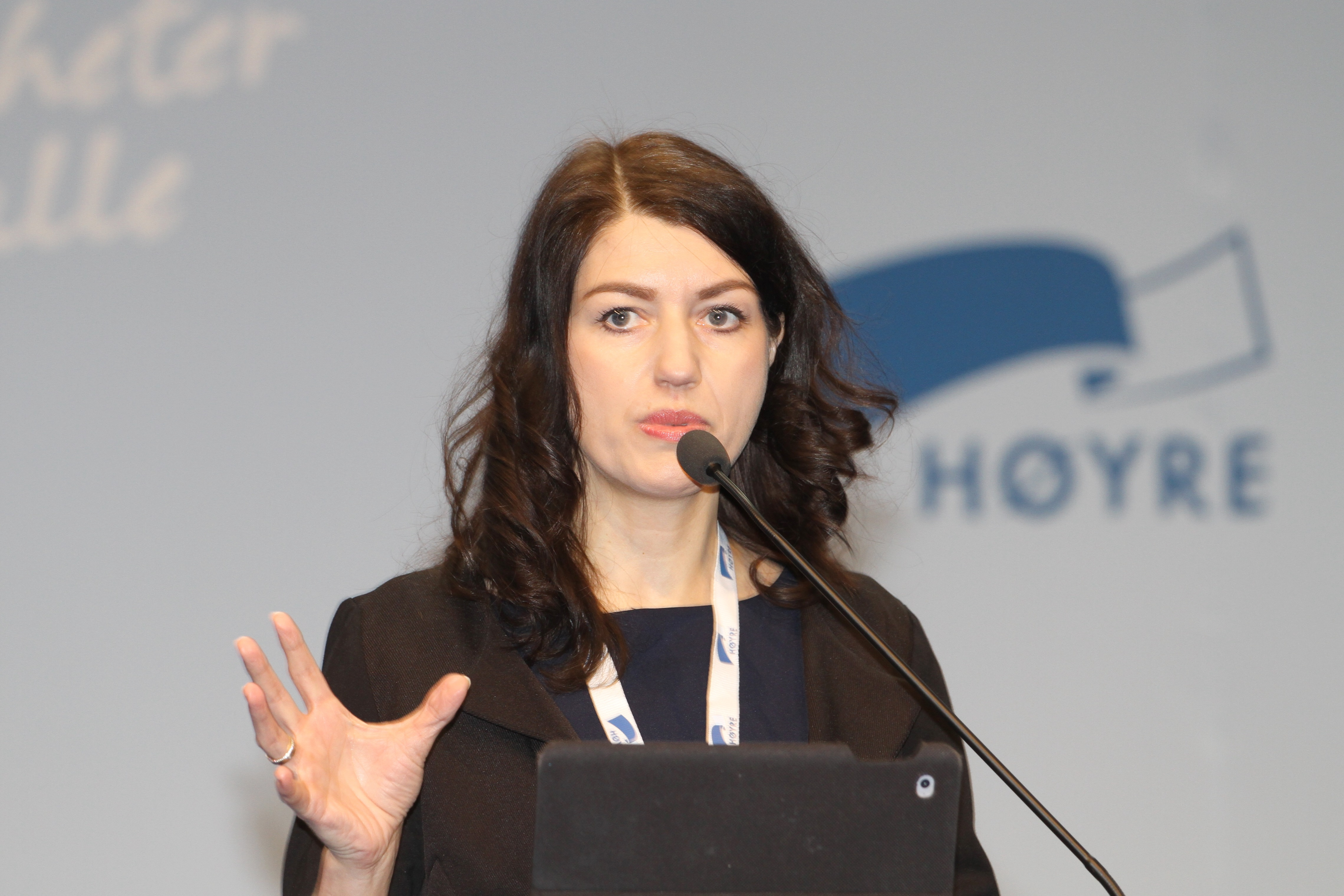
Guro Angell Gimse (2017)

Guro Angell Gimse (* 20. Juli 1971) ist eine norwegische Politikerin aus Melhus, die der konservativen Partei Høyre angehört. Von Februar 2019 bis Januar 2020 war sie in der Regierung Solberg Staatssekretärin im Arbeits- und Sozialministerium.

## Leben
Gimse ist ausgebildete Polizistin, nebenbei arbeitet sie auch als Landwirtin in Melhus. Im Jahr 2011 zog Gimse in das Kommunalparlament von Melhus sowie in das Fylkesting der Provinz Sør-Trøndelag ein. Letzteres ging 2018 in das Fylkesting von Trøndelag über, wo sie schließlich bis 2019 Mitglied war. 2019 schied sie auch aus dem Kommunalparlament von Melhus aus. In der Zeit von 2013 bis 2017 hatte Gimse den Posten als zweite stellvertretende Vorsitzende der Høyre in Sør-Trøndelag inne, zugleich war sie auch Vorsitzende der Frauengruppierung der Partei in dieser Provinz. Im Jahr 2017 wurde sie Vorsitzende des Høyre-Frauenforums in Trøndelag.
Bei der Parlamentswahl in Norwegen 2017 gelang es Gimse nicht, direkt in das norwegische Parlament Storting einzuziehen. Als erste Vararepresentantin für den Wahlkreis Sør-Trøndelag rückte sie jedoch als Vertreterin in das Parlament nach. So vertrat sie vom 1. Oktober 2017 bis zum 22. Januar 2019 die Ministerin Linda Hofstad Helleland. Am 1. Februar 2019 wurde Gimse zur Staatssekretärin im Arbeits- und Sozialministerium ernannt. Dieses Amt übte sie bis zum 24. Januar 2020 aus. Anschließend kehrte sie wieder als Vertreterin von Helleland, die erneut Ministerin wurde, ins Parlament zurück. Mit dem Ausscheiden Hellelands aus der Regierung am 14. Oktober 2021 endete Gimeses Zeit als feste Vertreterin.